# Fusion (Musik)
Fusion, auch Jazzrock oder Rockjazz genannt, ist ein Musikstil, der sich seit Beginn der 1960er Jahre ausbildete und in dem sich die Raffinesse des Jazz mit der rhythmischen Intensität des Funk und der Kraft der Rockmusik verbindet. Fusion war besonders in den 1970er Jahren populär.

## Geschichte

### Verschmelzung von Rock und Jazz
Die Geschichte des Fusion Jazz begann 1962 in New York City mit der Gruppe Jeremy and the Satyrs, die sich um den Jazz-Flötisten Jeremy Steig formierte. Der Stellenwert dieser Band ist allerdings im Nachhinein schwer einzuschätzen, da die Musik der Band, die regelmäßig im Café A Go Go auftrat, erst 1968 auf Platte dokumentiert wurde. 1965 begann Blues Project, Elemente des Folk Rock, des Bluesrock und des Jazz miteinander zu verbinden. Die Gruppe spielte bereits mit Orgel, elektrischer Gitarre, Bassgitarre und arbeitete nach Rockmanier mit Vokalisten. Ebenfalls 1965 gründeten Larry Coryell und Jim Pepper das Quintett Free Spirits. Diese Gruppe war psychedelisch orientiert, aber auch für Old-Time Music offen. An der Westküste experimentierten Musiker im Umfeld von John Handy zwischen 1965 und 1967 mit Rockelementen, außerdem wurden elektrisch verstärkte Instrumente (Gitarre, Violine) benutzt. In der Nachfolge entstanden einerseits Gruppen um den Gitarristen Jerry Hahn, andererseits um den Geiger Michael White und den neuseeländischen Keyboarder Mike Nock (The Fourth Way).
Seit 1967 änderte sich die Programmgestaltung von amerikanischen Musikfestivals – angefangen mit dem Monterey Pop Festival, auf dem Charles Lloyd enthusiastisch gefeiert wurde. Andererseits erklärten Jazzkritiker wie Dan Morgenstern, dass die Rockmusik nunmehr erwachsen sei und daher künftig in Fachmagazinen wie dem Down Beat berücksichtigt würde. Auf den großen Jazzfestivals wurden nun auch Acts aus dem Rockbereich präsentiert. In Europa lässt sich ein ähnlicher Trend ausmachen: So traten auf den Berliner Jazztagen eine „Free Rock Group“ um Barney Wilen und Joachim Kühn, Julie Driscoll/Brian Auger oder Burnin Red Ivanhoe auf.
In Europa gab es früh und zum Teil unabhängig von der Entwicklung in den USA eine Jazzrock-Bewegung, die zunächst relativ unbeachtet blieb und der kein großer kommerzieller Erfolg beschieden war. Hier ist zunächst The Graham Bond Organization zu nennen, in der das Mellotron eingeführt, die Hammond-Orgel zusätzlich verstärkt und der Bassgitarre auch melodische Funktionen zugewiesen wurden. Aus dieser Gruppe kamen mit John McLaughlin und Jack Bruce zwei Musiker, die ebenso wie ihr Landsmann Dave Holland später auch in den USA zur Entwicklung des Rockjazz beitrugen. Der Dave Pike Set hat in Mitteleuropa seit 1968 die Fusion von Rock- und Jazzmusik befördert.

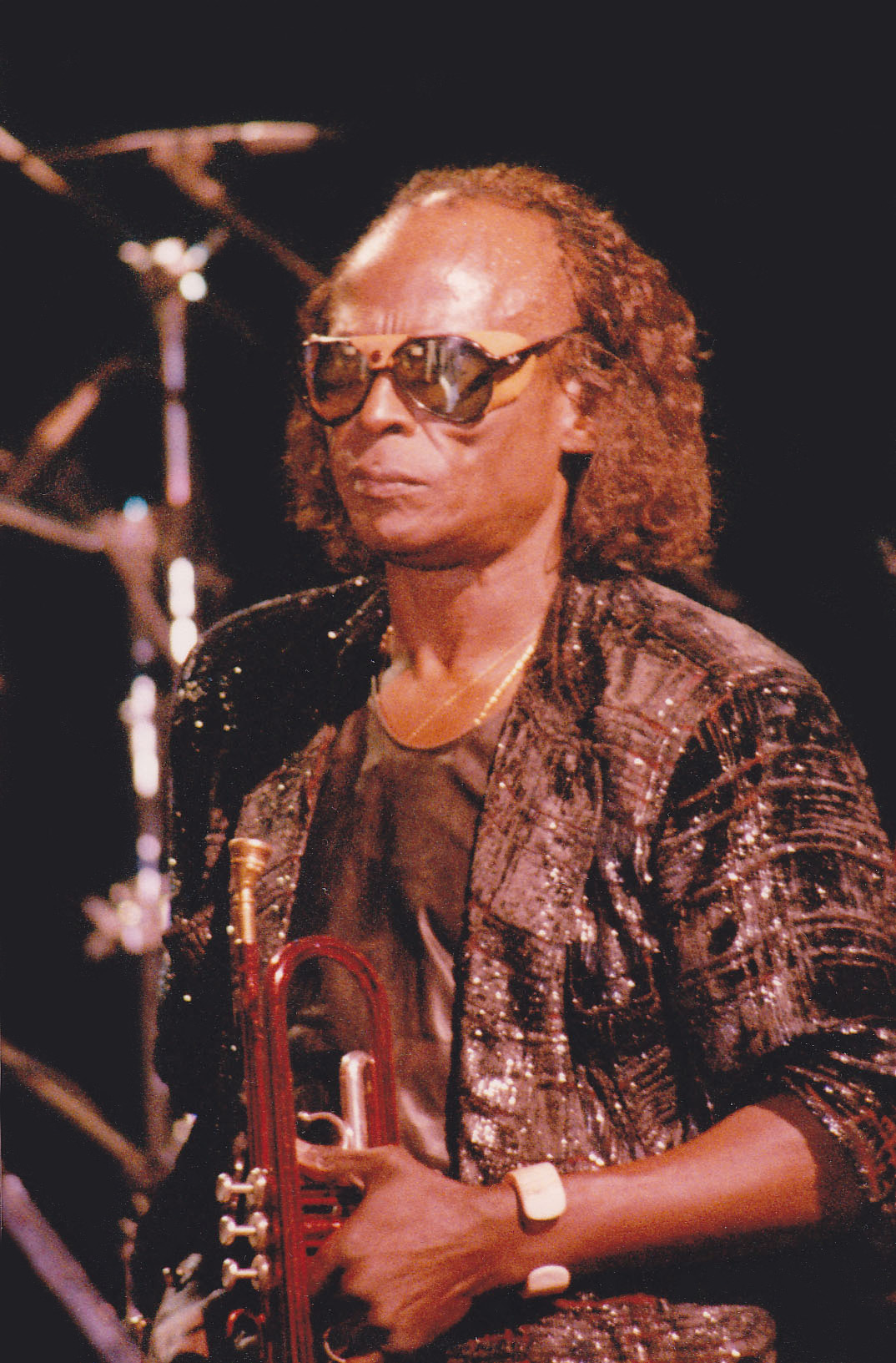
Miles Davis

Auslöser für die Anerkennung dieser musikalischen Strömung durch die Musikindustrie waren jedoch die Miles-Davis-Platten In a Silent Way und vor allem Bitches Brew, an denen Joe Zawinul wesentlichen Anteil hatte. Hatte sich der Jazz bis dahin fast ausschließlich akustischer Instrumente bedient, wurden nun auch viele elektrische Instrumente wie die E-Gitarre, das E-Piano, die E-Violine und Synthesizer eingesetzt. Der Jazz-Trompeter Miles Davis verfremdete beispielsweise sein Trompetenspiel in Dark Magus (1974) mit Effektgeräten für E-Gitarren. Das Schlagzeug beschränkt sich nicht nur auf seine übliche Rolle, den Takt schlagen zu müssen, sondern wird zu einem vollwertigen Soloinstrument.
Beim Rockjazz sind alle Musiker weitgehend gleichberechtigt (Polyphonie). Obwohl zwar auch hier den Solisten (Gitarre, Keyboard, Bläser) eine tragende Rolle zugestanden wird, so sind dennoch Bassist und Schlagzeuger – ähnlich wie es sich seit Bill Evans im Jazz zunehmend durchsetzte – keine Begleitmusiker mehr, sondern erhalten genügend Freiraum für sich und ihr Instrument. In den 1970ern wurde von dem jazzbasierten Rockjazz der damals der Rockmusik zugerechnete Jazzrock unterschieden, bei dem Bassist und Schlagzeuger überwiegend Begleitfunktion hatten und sich in ihrem Spiel stärker am Idiom des Rock orientierten. Seit 1968 entstanden – teilweise initiiert durch Al Kooper und andere Musiker des Blues Project – Brass Rock Bands, die zu einer konventionellen Rockbesetzung Bläser hinzufügten. Am bekanntesten wurden die Gruppen Blood, Sweat & Tears, Chicago, The Flock, Dreams und (etwas später) Chase. Aus Europa ist mit einem etwas anderen Konzept Colosseum zu nennen. Am Beispiel von Soft Machine wird deutlich, dass es weitere Fusiongruppen gab, die sich weder dem Rockjazz noch dem Jazzrock eindeutig zurechnen lassen.

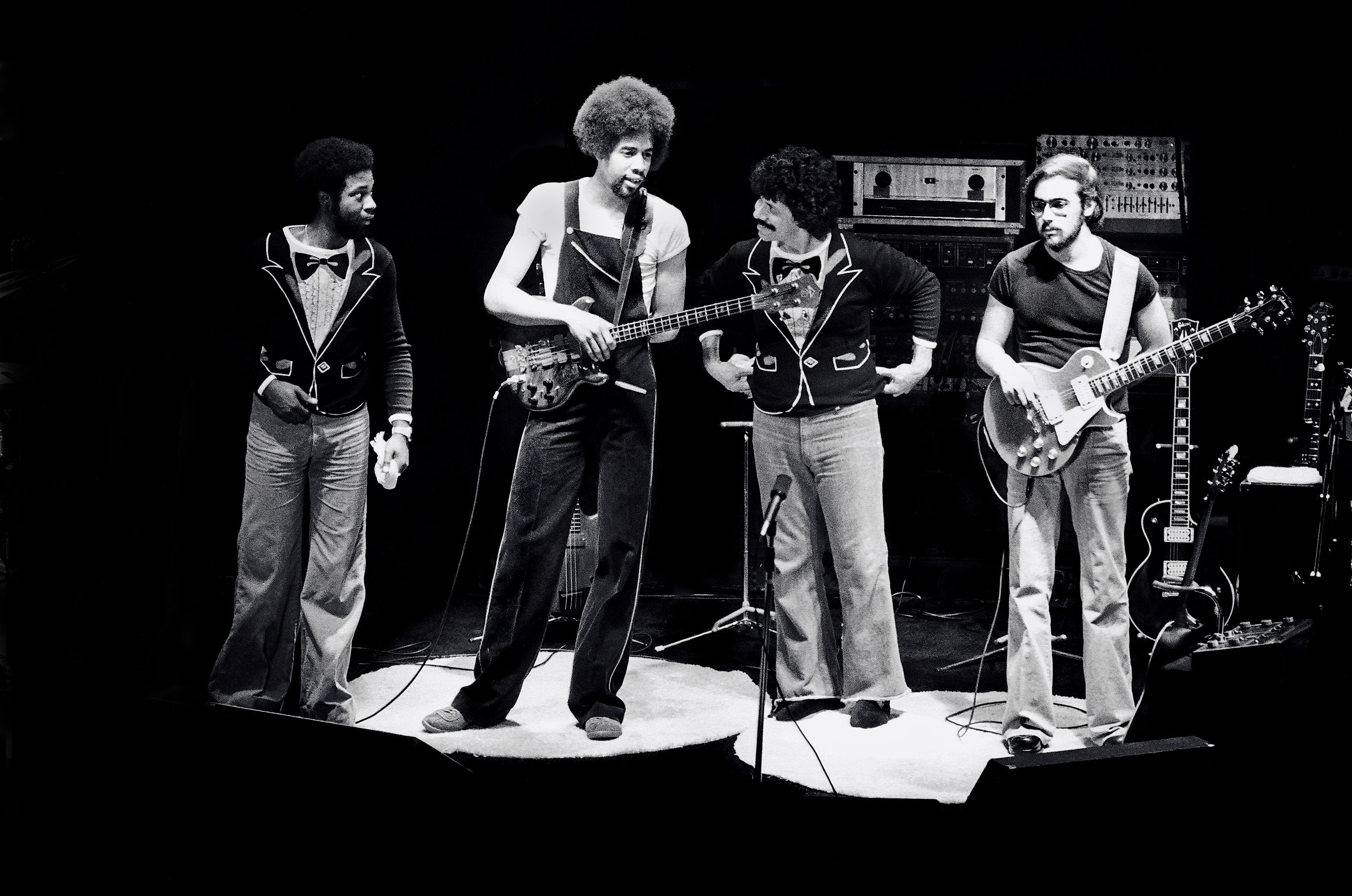
Return to Forever (1976)

Die erste kreative Phase der musikalischen Fusion liegt in der ersten Hälfte der 1970er Jahre. Die Alben von Miles Davis, Herbie Hancock, John McLaughlin und der Gruppen Weather Report, Chick Coreas Return to Forever und der britischen Band Nucleus um Ian Carr gelten als Klassiker dieser Zeit. Einige Fusionmusiker hatten für den Jazz außergewöhnlich große kommerzielle Erfolge. Das Album Head Hunters von Herbie Hancock verkaufte sich millionenfach, auch John McLaughlin und vor allem Weather Report erreichten ein großes Publikum.

### Weitere Entwicklung
Um 1975 war der Jazzfunk als eine – neben Rockjazz und Jazzrock – weitere Untergattung des Fusions-Stils anerkannt. Hier war – angetrieben durch Schlagzeuger wie Jack DeJohnette, Alphonse Mouzon, Billy Cobham sowie etwas später Ronald Shannon Jackson – eine fast naiv klingende Musik entstanden, die trotz komplizierter Metren und Taktwechsel tanzbar war und zugleich instrumentale Improvisation erforderte.
Gegen Ende der 1990er Jahre bezogen sich Musiker wie Dave Douglas oder Medeski, Martin & Wood wieder deutlich auf die Wurzeln der Fusion.

## Bedeutung
Die Fusion aus Jazz, Rock, Funk sowie weiteren Genres ist im Rückblick eine historische Stilrichtung, die die weitere Entwicklung des Jazz stark beeinflusste. Sie begeisterte in den 1970er Jahren ein großes Publikum für diese Musik und öffnete zusätzlich Jazzmusikern neue Aufführungsorte. Die Fusion formte den Stil einer ganzen Generation auch von Musikern, selbst wenn diese später zum Teil nicht mehr in ihr aktiv wurden. Viele Musiker, die sich später wieder akustisch gespielter Musik zuwendeten, hielten am Fusionkonzept fest, und machen (wie beispielsweise Roberto di Gioia oder Eddie Gomez) bis heute gekonnt arrangierte, unterhaltende Musik von sehr hoher Komplexität.
Da sich in der Fusionmusik die Musiker aus allen möglichen Stilen und Genres bedienten, verweisen Musikwissenschaftler wie Scott DeVeaux oder Steven Pond darauf, dass der Begriff der Fusion weit angemessener ist als Jazz-Rock; statt einen scheinbaren Dualismus der Genres Rock und Jazz zu betonen, wird ein Begriff gewählt, „der das Moment des Ekklektischen, des Hybriden, des Pluralistischen stärker in den Vordergrund stellt“ und damit der historischen Entwicklung gerechter wird.
Die Fusion hatte insgesamt große musikalische Erfolge. Sie war außerdem die Voraussetzung für eine Weiterentwicklung in den Musikgattungen Rock, Funk und Jazz. Aufgrund der technischen Perfektion vieler beteiligter Musiker, die aus dem Jazzbereich stammten, hielt eine neue Professionalität Einzug in die Funk- und Rockmusik. Es wurden immer mehr Musiker in dieser neuen Musikrichtung aktiv, die eine grundlegende Ausbildung im Jazz hinter sich hatten und so beispielsweise als Schlagzeuger sowohl swingende Jazz- als auch treibende Rockrhythmen zu spielen, als Saxophonisten virtuos-freie Soli und soulhaltige Riffs zu blasen, oder als Gitarristen lärmende Sounds und harmonische Jazzakkorde zu setzen.

## Protagonisten
Neben den genannten Musikern waren wichtige Gruppen Chick Coreas Return To Forever, John McLaughlins Mahavishnu Orchestra und Joe Zawinuls Weather Report. Die Gründer aller dieser stilprägenden Gruppen wirkten am auslösenden Album Bitches Brew von Miles Davis mit. Auch europäische Musiker wie Jean-Luc Ponty, Volker Kriegel (Inside: Missing Link mit Albert Mangelsdorff), Wolfgang Dauner (Etcetera), Ian Carr (Nucleus), Joachim Kühn, Dieter Seelow und Pierre Courbois (Association P.C.), Jasper van’t Hof (Pork Pie), Pekka Pohjola, Zbigniew Namysłowski oder Allan Holdsworth legten Alben von überragender Energie, Qualität und Kreativität vor, die ebenso wie die Fusion-Alben von Frank Zappa – Hot Rats (1969), Waka/Jawaka (1972) und The Grand Wazoo (1972) – zum Teil völlig unabhängig vom Fusionkonzept eines Miles Davis sind. Unter den Bassisten hat Stanley Clarke eine führende Rolle bei der Entwicklung der Fusion eingenommen.
Nach den Anfangsjahren sind Gruppen wie Steps Ahead, die Brecker Brothers oder die Bands von Pat Metheny oder David Sanborn dazugekommen.

## Bekannte Fusion-Alben
- The Free Spirits: Out of Sight and Sound (ABC, 1967)
- Tony Williams: Emergency! (1969)
- Frank Zappa: Hot Rats (1969), Uncle Meat (1969), Waka/Jawaka (1972), The Grand Wazoo (1972)
- Miles Davis: In a Silent Way (1969), Bitches Brew (1970), A Tribute to Jack Johnson (1971), Dark Magus (1974)
- John McLaughlin: Extrapolation (1969), Devotion (1970)
- Colosseum: Those Who Are About to Die Salute You (1969), Valentyne Suite (1969), Daughter of Time (1970), Colosseum Live (1971)
- Graham Bond: Solid Bond (1970, Aufnahmen von 1966 und 1963, mit Jack Bruce, Ginger Baker, Dick Heckstall-Smith, Jon Hiseman, John McLaughlin)
- Jack Bruce: Things We Like (1970, Aufnahmen von 1968, mit John McLaughlin, Dick Heckstall-Smith, Jon Hiseman)
- Ginger Baker: Ginger Baker's Air Force (Livealbum 1970), Ginger Baker's Air Force 2 (1970), Coward of the County (1999, mit the DJQ2O und James Carter), Why? (2014)
- Nucleus: Elastic Rock (Vertigo, 1970)
- Keith Tippett: Dedicated to You But You Weren't Listening (1970)
- Soft Machine: Third (1970), Bundles (1975)
- Volker Kriegel: Spectrum (1971)
- Brian Auger's Oblivion Express: Closer To It (1973)
- Gong: Gazeuse! (1976)
- Weather Report: Weather Report (1971), Heavy Weather (1976)
- Mahavishnu Orchestra: The Inner Mounting Flame (1971), Birds of Fire (1973), Apocalypse (1974)
- Chick Corea: Return to Forever (1972)
- Embryo: We Keep On (Brain, 1972)
- Niagara S.U.B. (1972)
- Herbie Hancock: Crossings (1972), Head Hunters (1973)
- Billy Cobham: Spectrum (1973)
- Zbigniew Namysłowski: Winobranje (1973)
- Larry Coryell: Introducing Eleventh House (1974)
- Robert Wyatt: Rock Bottom (1974)
- Michał Urbaniak: Fusion (CBS, 1974)
- The Crusaders: Scratch (MCA, 1974)
- Patrice Rushen: Prelusion (Fantasy, 1974)
- Jean-Luc Ponty: Upon the Wings of Music (Atlantic, 1975)
- The Brecker Brothers: The Brecker Brothers (Arista, 1975)
- Jan Hammer/Jerry Goodman: Like Children (1975)
- Alphonse Mouzon: Mind Transplant (1975)
- Harvey Mason: Marchin’ in the Street (Arista 1975)
- Jeff Beck: Blow by Blow (1975), Wired (1976)
- Stanley Clarke: School Days (1976)
- Jaco Pastorius: Jaco Pastorius (1976)
- Urszula Dudziak: Urszula (Arista, 1976)
- John Handy & Lee Ritenour: Where Go the Boats (Inak 1976)
- Ramsey Lewis: Salongo (CBS, 1976)
- John Lee and Gerry Brown: Still Can’t Say Enough (Blue Note, 1976)
- Brand X: Unorthodox Behaviour (1976)
- Klaus Doldinger's Passport: Cross-Collateral (Atlantic, 1975), Iguacu (Atlantic, 1977)
- The Headhunters: Straight from the Gate (Arista, 1977)
- Al Di Meola: Elegant Gypsy (1977)
- Lee Ritenour: Captain Fingers (Epic, 1977)
- Lonnie Liston Smith: Live (RCA, 1977)
- Grover Washington: Live at the Bijou (Motown, 1977)
- George Duke: Reach for It (CBS, 1977)
- The Atlantic Family: Live at Montreux (Atlantic, 1978)
- Sun Ra: Lanquidity (1978)
- Carlos Santana: The Swing of Delight (CBS, 1980)
- Pat Metheny und Lyle Mays: As Falls Wichita, so Falls Wichita Falls (ECM, 1981)
- Hiram Bullock: From All Sides (1986)
- Mike Stern: Jigsaw (1989)
- Bob James: Grand Piano Canyon (1990)
- Dave Weckl: Master Plan (1990)
- Dick Heckstall-Smith: Woza Nasu (1991)
- Michael Mainieri: Wanderlust (NYC, 1992)
- Wayne Krantz: Long to Be Loose (1993)
- Simon Phillips: Symbiosis (1995)
- Screaming Headless Torsos: Screaming Headless Torsos (1995)
- John Scofield: A Go Go (Verve, 1998)
- Tribal Tech: Thick (Zebra, 1999)
- Dean Brown: Here (2000)
- Allan Holdsworth: All Night Wrong (Live in Japan 2002)
- Buckethead: Population Override (ION, 2004)
- California Transit Authority (CTA): Full Circle (7us, 2009)
- Panzerballett: Tank Goodness (2012)
- Antoine Fafard: Chemical Reactions (2020)
- Snarky Puppy: Empire Central (2022)